# Hypnum diversiforme
Hypnum diversiforme là một loài Rêu trong họ Hypnaceae. Loài này được Mitt. mô tả khoa học đầu tiên năm 1891.